# 納恩島
74°17′S 117°0′W / 74.283°S 117.000°W
納恩島（英語：Nunn Island）是南極洲的島嶼，位於瑪麗伯德地，處於萊特島以南，長17公里，美國地質調查局根據測量和該國海軍的空中照片繪入地圖，現時由南極條約體系管理。